# Climent Campà i Cardona
Climent Campà i Cardona (Folgueroles, 1811 – Vic, 1868) fou un metge català.

## Obres
- Estadística sanitaria del partido de Vich, con datos médico-topográficos. [Manuscrit no localitzat.]
- Memoria sobre el cólera morbo desarrollado en Vich, en 1834. Treball premiat per la Reial Acadèmia de Medicina i Cirurgia de Barcelona amb el títol de soci corresponsal. [Manuscrit no localitzat.]
- Reseña en que se describe el análisis químico de las aguas sulfurosas, llamadas de la Font Santa, del término de San Pedro de Torelló, y los usos termales que de ellas puede hacerse. 1846. [Manuscrit no localitzat.]
- «Agua mineral de la Font Santa en el termino de San Pedro de Torelló, partido de Vich». Abeja Médica. Vol. I, núm. 5 (1846), p. 135-136.[En col·laboració amb Fortià Feu.]
- «Catarrales; neumonias tifódicas, y demás enfermedades observadas en algunos pueblos del partido de Vich durante el segundo trimestre del año 1846». La Abeja Médica. 2a época, vol. I, núm. 5 (1847), p. 139-142.
- Reseña del cólera morbo asiático observado en 1855 en Calldetenas, Santa Eugenia de Berga y Taradell. [Manuscrit no localitzat.]
- Reseña de las enfermedades agudas que se han observado en la ciudad de Vich desde primeros de octubre de 1854 hasta primeros de noviembre de 1855. 1855. [Manuscrit conservat a la Reial Acadè-mia de Medicina de Catalunya.]
- Reseña de las enfermedades agudas que se han observado en la ciudad de Vich en el cuarto trimestre del año 1885 y en los tres primeros de 1856. 1856. [Manuscrit conservat a la Reial Acadèmia de Medicina de Catalunya.]
- La dirección de las pasiones del niño debe ser la primera base de la educación. Discurs llegit el 31 de novembre de 1862 al Círcol Literari de Vich. [Manuscrit no localitzat.]